# Intergovernmental Authority on Development

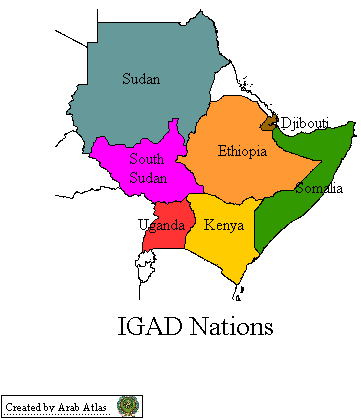

Logo der IGAD, Flaggen und Lage der Mitgliedsstaaten

Die Intergovernmental Authority on Development (IGAD) ist eine regionale Organisation von Staaten in Nordostafrika (Regionale Wirtschaftsgemeinschaft) mit Sitz in Dschibuti. Sie ist seit 1996 die Nachfolgeorganisation der IGADD (Intergovernmental Authority on Drought and Development), die 1986 als Initiative des dschibutischen Präsidenten Hassan Gouled Aptidon gegründet worden war. Ziel ist die Unterstützung der Mitgliedsstaaten in ihrer Entwicklung.
Der Exekutivsekretär ist seit November 2019 der Äthiopier Dr. Workneh Gebeyehu.

## Aufgabe
Die IGAD definiert ihre Aufgabe als Unterstützung der Mitgliedstaaten bei der Schaffung von Ernährungssicherheit und im Umweltschutz, bei Friedenssicherung und humanitären Maßnahmen sowie in wirtschaftlicher Entwicklung und Integration.

## Mitglieder
- Äthiopien
- Dschibuti
- Eritrea (suspendierte 2007 seine Mitgliedschaft, seit 2011 wieder Mitglied)
- Kenia
- Somalia
- Sudan
- Südsudan
- Uganda

## Erfolge und Probleme

Mitgliedschaft in supranationalen Organisationen

- 1988 trug die IGAD dazu bei, dass Somalia unter Siad Barre und Äthiopien unter Mengistu Haile Mariam ihre Feindseligkeiten seit dem Ogadenkrieg von 1977/78 mit einem Friedensabkommen beendeten.[2] Damit verpflichteten sich die beiden Staaten, die gegenseitige Unterstützung von Rebellengruppen einzustellen.

- Mit dem Friedensvertrag für den Südsudan 2005 (Comprehensive Peace Agreement) kann die IGAD einen großen Erfolg vorweisen.

- Auch die Somalia-Verhandlungen in Nairobi konnten erfolgreich bis zur Schaffung einer föderativen Übergangsregierung vorangetrieben werden, allerdings gelang es dieser Regierung bislang nicht, den somalischen Bürgerkrieg zu beenden. Zur Unterstützung der Übergangsregierung sollte unter maßgeblicher Beteiligung der IGAD-Staaten eine Friedensmission IGASOM entsandt werden. Diese wurde zur African Union Mission in Somalia und wurde Anfang 2007 entsandt, erreicht aber nicht ihren ursprünglich vorgesehenen Umfang.

- Nach Kämpfen seit Mitte Dezember 2013 und Tausenden von Toten im Südsudan konnte unter der Vermittlung der IGAD am 23. Januar 2014 ein Waffenstillstand zwischen den Konfliktparteien des Bürgerkriegs im Südsudan vereinbart werden.[3]

Der Friedens- und Sicherheitsbereich umfasst auch das regionale Conflict Early Warning Center (CEWARN) und ein regionales Projekt zur Terrorismusprävention, beide in Addis Abeba, und übernimmt Aufgaben für die Afrikanische Union.
In anderen Bereichen konnte die IGAD noch keine durchschlagenden Erfolge verzeichnen. Kenia und Uganda konzentrieren sich eher auf die Ostafrikanische Gemeinschaft als auf die IGAD. Auch konnte die IGAD den Eritrea-Äthiopien-Krieg 1998–2000 nicht verhindern und die weiterhin bestehenden Spannungen zwischen beiden Ländern nicht abbauen. Eritrea erklärte 2007, dass es wegen Differenzen mit Äthiopien bezüglich Somalia seine Mitgliedschaft in der IGAD suspendieren möchte. 2008 versuchten Kenia und Sudan erfolglos, Eritrea zur Rückkehr in die Organisation zu bewegen.